# Юньчик (герб)

Герб Юньчик

відміна Юньчик II

Власний герб Данила Апостола

Ю́ньчик або Ю́нчик (пол. Juńczyk, Junczyk, Iunczyk) — шляхетський герб, відміною якого користувалася родина Апостолів, до якої належав гетьман Лівобережної України Данило Апостол.

## Опис гербу
Опис за класичними правилами блазонування: 
Юньчик: 
У червоному полі розірваний на вус срібний подвійний хрест. Коштовний камінь: п'ять страусиних пір'я. 
Юньчик II:
У червоному полі латинський хрест, розірваний на вусах, срібло. Коштовність: три страусині пера. 
Власний герб Данила Апостола:
Власний герб Данила Апостола мав щит, в лазуровому полі якого були розташовані золоті зірки й кавалерський хрест, а у середині— щиток з гербом «Юньчик». 

## Походження герба та легенда
Герб Юньчик був створений у XIII ст.
Олександр Лакієр у своїй праці 1855 року під назвою Російська геральдика в частині, присвяченій польській геральдиці, описує герб Юньчик і подає наступну легенду герба:
| | Початок цієї емблеми, як і багатьох інших, криється за часів язичництва і боротьби з християнством. Розповідають, що в одну битву, коли ворог був розташований зі своїми силами на березі річки, хтось Юньчик, давши знати про те християнське військо, привів його на ворога і, перемігши його, упіймав ніби на уду. На згадку про того Юньчику наданий описаний герб. |
| — Олександр Борисович Лакієр, Російська геральдика; § 91. Кінець абзацу: герби: Pomian-Jastrzębiec; гребінь № 268 | |